# Aicha Ait Haddou
Aicha Ait Haddou (en arabe : عائشة ايت حدو) est une femme politique marocaine. 
En 2015, elle est élue présidente de la municipalité d'Azilal.
Elle a été élue députée dans la liste nationale, lors des élections législatives marocaines de 2016 avec le Parti authenticité et modernité. Elle fait partie du groupe parlementaire du même parti, et elle est membre de la Commission de justice, de législation et des droits de l'homme.